# Emil Burejsa
Emil Burejsa (27. ledna 1898 Paskov - ?) byl český hudební skladatel a varhaník.

## Životopis
Po studiích v hudební škole Antonína Hendrycha ve svém rodišti, kde se učil hrát na housle, varhany, klavír a řídit církevní zpěv, byl pro svůj mimořádný talent přijat na Varhanickou školu v Brně do třídy Leoše Janáčka. Po absolvování této školy roku 1916 působil jako varhaník ve Sloupě, Kelči a Zábrdovicích. Od roku 1928 byl jmenován ředitelem kůru v Místku, kde působil až téměř do své smrti. Burejsa je také autorem několika skladeb pro menší orchestr.
V osobnosti Antonína Burejsy můžeme spatřit jednoho z nejvýznamnějších varhaníků Slezska 20. století, který přímo navázal na Janáčkův umělecký odkaz.